# William Murray, I conte di Dysart
William Murray, I conte di Dysart (Dysart, 1600 – Edimburgo, 1655) è stato un politico scozzese.

## Biografia
Murray era figlio di William Murray, e di sua moglie, Margaret. Lo zio di William, Thomas Murray, prese sotto la sua tutela il nipote e studiò insieme con il principe Carlo, diventando amici intimi.

## Carriera
Nel 1626, Carlo lo nominò uno dei Gentlemen of the Bedchamber. Gli concesse la locazione di Ham House, nei pressi di Richmond, Londra, e avendo comodo accesso ai palazzi di Londra, Hampton Court e Windsor e fu qui che Murray ha stabilito la sua famiglia.
Murray aveva una grande influenza su Carlo I, sia come consigliere che nel procurare favori per gli altri. Accompagnò Carlo I in Scozia nel 1641, e dopo aver ottenuto l'accesso a Montrose (che era allora prigioniero nel castello di Edimburgo, per ordine dei Covenanti). Nel 1643 venne nominato Conte di Dysart.

### Guerra Civile
Allo scoppio della guerra civile, Murray è stato inviato dal re in Scozia da Montrose e dagli altri amici per procurarsi i loro consigli e aiuto. Nel 1645, Murray era con la regina Enrichetta Maria di Francia a Parigi, incaricato nei negoziati per conto del re con potenze straniere e con il Papa Innocenzo X. Al suo ritorno in Inghilterra, nel febbraio 1646, fu preso come spia che passava attraverso Canterbury, e fu incarcerato nella Torre di Londra, dove rimase fino all'estate, quando è stato rilasciato attraverso l'influenza dei commissari scozzesi a Londra.
Gli fu permesso di andare dal re, poi a Newcastle, sulla garanzia dei suoi connazionali che avrebbe fatto tutto il possibile per indurre il re a cedere alle condizioni del parlamento.

## Matrimonio
Sposò, nel giugno 1626, Catharine Bruce (?-1649), figlia del colonnello Norman Bruce. Ebbero quattro figli:
- Elizabeth Murray, II contessa di Dysart (1626-4 giugno 1698);
- Anne;
- Catherine;
- Margaret (?-4 giugno 1682)[2], sposò William Maynard, II barone Maynard[1], ebbero una figlia.

## Ultimi anni e morte
Nel 1648, Enrichetta Maria lo mandò in Scozia per promuovere 'l'impegno' e di convincere i suoi concittadini a ricevere il Principe di Galles, il quale ha voluto prendere parte allo sforzo per la liberazione del re.
Tra coloro che si sono riuniti intorno a Carlo II all'Aia subito dopo la morte di suo padre, Lord Byron parla di "il vecchio William Murray, impiegato qui per Argyll."
Morì nel 1655.